# Betlanovce
Betlanovce (deutsch Bethelsdorf oder Bethlensdorf, ungarisch Betlenfalva – bis 1907 Betlenfalu) ist eine Gemeinde in der Ostslowakei.

## Lage

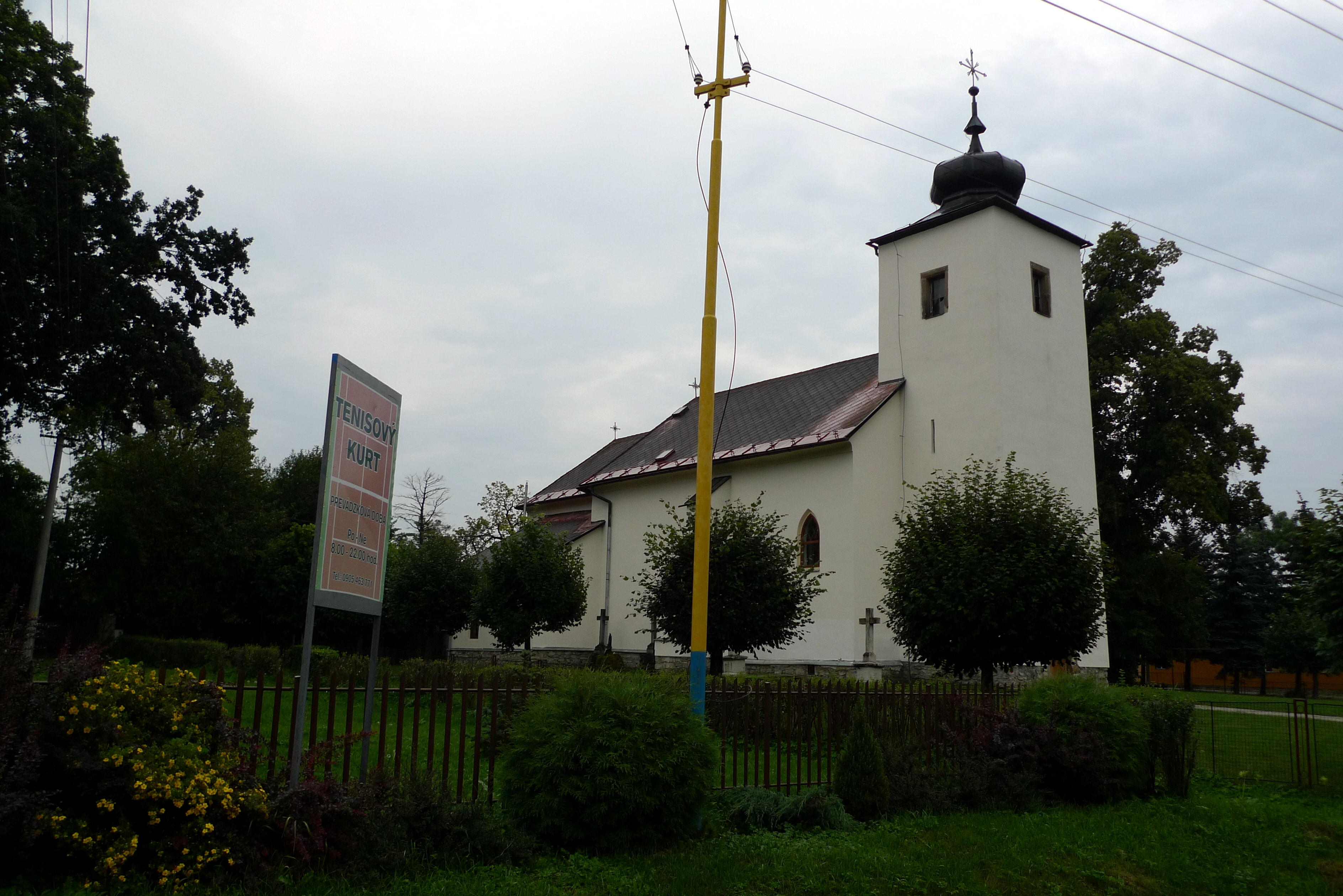
Kirche im Ort

Betlanovce liegt im Hornád-Kessel (Hornádska kotlina) am Fluss Hornád bei den nördlichen Ausläufern des Slowakischen Paradieses, 13 km von Poprad entfernt.

## Geschichte
Die erste schriftliche Erwähnung erfolgte 1260 als Betlema. Das Dorf gehörte vom 13. Jahrhundert bis 1803 zu einem gesonderten „Kleinen Komitat“ des Stuhls der 10 Lanzenträger. Der Ort war spätestens im 18. Jahrhundert der feste Hauptort, hier befinden sich die, teilweise verfallenen, Hauptgebäude des ehemals autonomen Komitats. Die Bevölkerung befasste sich mit Land- und Forstwirtschaft.
Die Kaufmannsfamilie Thurzo hat ihre Wurzeln im Ort.

## Sehenswürdigkeiten
- Renaissanceschloss aus den Jahren 1564–68
- ursprünglich gotische Kirche aus dem Jahr 1309, im 20. Jahrhundert umgebaut

## Bevölkerung
| Jahr                | 1994 | 2004     | 2014    | 2024     |
| ------------------- | ---- | -------- | ------- | -------- |
| Anzahl der Personen | 503  | 636      | 694     | 776      |
| Unterschied         |      | +26,44 % | +9,11 % | +11,81 % |

| Jahr                | 2023 | 2024 |
| ------------------- | ---- | ---- |
| Anzahl der Personen | 776  | 776  |
| Unterschied         |      | +0 % |

Laut der Volkszählung von 2001 waren von 629 Einwohnern: 570 Slowaken (90,6 %), 55 Roma (8,7 %) und andere. 595 (94,6 %) der Einwohner gaben als Konfession römisch-katholisch an.